# Oncosperma
Genre
Classification phylogénétique
Espèces de rang inférieur
- Oncosperma fasciculatum
- Oncosperma gracilipes
- Oncosperma horridum
- Oncosperma platyphyllum
- Oncosperma tigillarium

Oncosperma est un genre de plantes de la famille des Arecaceae (palmiers) qui contient des espèces natives des régions du Sri Lanka jusqu'aux Philippines.

## Classification
- Sous-famille des Arecoideae
  - Tribu des Areceae
    - Sous-tribu des Oncospermatinae[1],[2].

Le genre Oncosperma partage sa sous-tribu avec trois autres genres : Deckenia, Acanthophoenix et  Tectiphiala.

## Taxonomie
Ce genre a été décrit par Carl Ludwig Blume et  publié  dans le Bulletin des Sciences Physiques et Naturelles en Neerlande 1: 64. en 1838.

### Étymologie
Oncosperma: nom générique qui vient des  mots grecs: onkos = « vrac, masse, tumeur » et sperma = « graine », probablement  en référence à la large rainure remplie de matière spongieuse à la base de la graine .

## Espèces
- Oncosperma fasciculatum Thwaites
- Oncosperma gracilipes Becc.
- Oncosperma horridum (Griff.) Scheff.
- Oncosperma platyphyllum Becc.
- Oncosperma tigillarium (Jack) Ridl.